# Веселка подвоєна
Весе́лка подвоєна (Phallus duplicatus) — вид грибів роду веселка.

## Біоморфологічна характеристика
Молоде нерозкрите плодове тіло кулясте або яйцеподібне, 4–7 см у діаметрі, зрідка циліндричне, у верхній частині гладеньке, в нижній — складчасто-зморшкувате, біля основи з білим міцеліальним тяжем, спочатку біле, з часом білувато-жовтуватокоричнювате, містить спресовані шапинку і ніжку, оточені слизистим шаром та цупким перидієм.
Зріле плодове тіло веретеноподібне, 5–17 см заввишки, має спороносну частину (глебу) у вигляді шапинки і стерильну частину (рецептакул) у вигляді ніжки, яка виходить з вольви. Шапинка завдовжки до 5 см, конічна, з видовженими анастомозуючими заглибленнями, на верхівці з комірцеподібним диском, вкрита оливково-зеленим слизом, який містить спори і з часом спливає чи розноситься мухами. Ніжка 8–17×2,5–3,5 см, циліндрична, донизу звужується, порожниста, брудно-біла, біля основи обгорнута білою або білувато-жовтувато-коричнюватою вольвою. З-під шапинки спадає біла або жовтувато-біла сітка (індузій) завдовжки 3–6 см, інколи сягає половини довжини ніжки. Споровий порошок білуватий. Спори 3–4,5×1,2–2 мкм, еліпсоїдні, сплюснуті, розносяться комахами. В зрілому віці гриб має різкий, дуже неприємний запах. Плодові тіла з'являються у липні–вересні. Гумусовий сапротроф.

## Поширення
Умови місцезростання: Ліси та парки, зокрема мішані насадження інтродукованих рослин у Нікітському ботанічному саду. На багатому гумусом ґрунті або сильно редукованих залишках деревини.
Ареал виду: Євразія (Китай), Африка, схід Північної Америки та Південна Америка (Бразилія).
Поширення в Україні: В Україні відомий лише на Південному березі Криму (Нікітський ботанічний сад).
Чисельність і структура популяцій: Трапляється надзвичайно рідкісно, поодинці або групами з 2–3 плодових тіл. Причини зміни чисельності: Не досліджені.

## Охорона
Природоохоронний статус виду: Зникаючий.
Охороняється в Нікітському ботанічному саду (Крим). Необхідно контролювати стан популяції, вести пошуки нових місцезростань та брати їх під охорону.
Наукове значення: Надзвичайно рідкісний вид у складі мікофлори України.
Розмноження та розведення у спеціально створених умовах: Відомостей немає.

## Використання
Господарське та комерційне значення: Ґрунтоутвірне. Дереворуйнівник. Неїстівний гриб (молоде тіло яйцеподібної форми вважається їстівним).